# Tomás Norton de Matos
Tomás Mendes Norton de Matos Prego (Ponte de Lima, 1871 – Arcos de Valdevez, 1943) foi um médico e político português.

## Biografia
Notabilizou-se como médico e inspirador cívico do movimento republicano do Centro Republicano Democrático Arcoense (Arcos de Valdevez), do qual foi co-fundador. Não terá sido indiferente o facto de ser irmão de José Maria Mendes Ribeiro Norton de Matos, que se notabilizou a nível nacional como General Norton de Matos.
Do casamento com Maria da Conceição Machado da Silva Dias, de uma ilustre família de Arcos de Valdevez, prolongou a sua descendência até aos nossos dias através da sua filha mais nova, Maria Ana.

## Vida profissional
Foi um médico que dedicou cerca de quatro décadas ao sacerdócio dum puro João Semana em Terra de Val de Vez, com grande generosidade e altruísmo pelos mais desfavorecidos, mas de uma discrição extrema.

## Participação política
Apesar da sua modéstia e discrição já referida, não deixou de dar o seu contributo à participação cívica nos primeiros anos desde o nascimento da República. Foi um dos elementos inspiradores, juntamente com Germano José de Amorim e Sousa Guimarães, dos mais destacados entre muitos outros também notáveis da época. Tal grupo foi de tal modo importante para os Arcos de Valdevez, que mereceu, por parte da organização das comemorações do Centenário da Primeira República, a prestação de uma singela homenagem.